# Vilovo
Vilovo (cyr. Вилово) – wieś w Serbii, w Wojwodinie, w okręgu południowobackim, w gminie Titel. W 2011 roku liczyła 1090 mieszkańców.